# Одна красная скрепка
Одна красная скрепка (англ. One red paperclip) — реальная история канадского блогера Кайла Макдональда, которому удалось обменять обычную канцелярскую скрепку на двухэтажный дом. Эта история описана на одноимённом сайте самим Кайлом.

## История
Кайл Макдональд жил в съёмной квартире и мечтал переехать в свой собственный дом. Денег на дом не было, поэтому он решил сыграть в детскую игру «Bigger, Better» («Больше, лучше»). Её смысл заключается в обмене одних вещей на другие, при этом следует стараться получить взамен более ценный или крупный предмет.
В июле 2005 года на сайте Крейгслист Кайл разместил фотографию красной скрепки и объявление, согласно которому он был готов обменять её на любой другой предмет и обмениваться, пока не получит дом. В этот же день ему удалось обменять скрепку на шариковую ручку. Спустя год и 14 этапов обмена он переехал в собственный дом.
Эта история получила широкую известность во всём мире. Летом 2007 года вышла книга Макдональда, описывающая его приключение. Она была переведена на несколько языков. В русском переводе она называется «Махнёмся не глядя. Одна красная скрепка, которая потрясла мир». Впоследствии кинокомпания MGM приобрела права на экранизацию данной книги.

## Список обменных операций

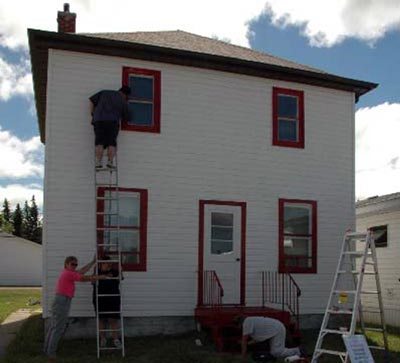
Дом Кайла Макдональда, полученный в обмен на скрепку

1. 14 июля 2005 года Кайл поехал в Ванкувер, где обменял скрепку на шариковую ручку в форме рыбки.
2. В тот же день он обменял шариковую ручку на самодельную дверную ручку в виде смешной рожицы, которую он назвал «Ручка-Т». За ней ему пришлось поехать в Сиэтл, штат Вашингтон.
3. 25 июля 2005 года он поехал в Амхерст, штат Массачусетс, чтобы обменять дверную ручку на газовую плитку для кемпинга Coleman (с запасом топлива).
4. 24 сентября 2005 года на одном барбекю в Сан-Клементе, штат Калифорния, ему удалось уговорить хозяина дома, морского пехотинца, обменять плитку на 1000-ваттный электрогенератор Honda.
5. 16 ноября 2005 года в Маспете[англ.], Куинс он обменял генератор на пустой кег, обязательство наполнить его любым пивом (которое пожелает новый хозяин), и неоновую вывеску Budweiser. Сделка чуть было не сорвалась из-за того, что генератор был конфискован нью-йоркской пожарной службой.
6. 8 декабря 2005 года он выменял всё это у квебекского комика и радиоведущего Мишеля Барретта[англ.] на снегоход Ski-doo[англ.].
7. В течение недели ему удалось выручить за снегоход путёвку на двоих в Скалистые горы (город Якх, Британская Колумбия).
8. Примерно 7 января 2006 года он выменял поездку в Якх на автофургон.
9. Примерно 22 февраля 2006 года он обменял фургон на контракт со студией звукозаписи Metalworks в канадском городе Миссиссога.
10. Примерно 11 апреля 2006 года передал права на контракт начинающей певице Джоди Гнант. Взамен она предоставила Кайлу право бесплатного проживания в её доме в Финиксе, штат Аризона в течение года.
11. Примерно 26 апреля 2006 года он обменял договор аренды на вечер в компании рок-музыканта Элиса Купера.
12. Примерно 26 мая 2006 года он обменял вечер с Купером на сувенирный снежный шар с надписью KISS.
13. Примерно 2 июня 2006 года он приехал в Калифорнию и обменял снежный шар у голливудского режиссёра Корбина Бернсена (который как раз подобные шары коллекционировал) на роль в его фильме Донна по требованию (англ. Donna on Demand).
14. И наконец 5 июля 2006 года он обменял роль в фильме на двухэтажный дом в маленьком канадском городке Киплинг[англ.], провинция Саскачеван. Обмен предложила сама мэрия Киплинга. В результате общегородского кастинга роль в «Donna on Demand» получил один из его жителей[4][10].

## Интересные факты
- Обменная операция длилась с 14 июля 2005 года по 12 июля 2006 года, когда Макдональд официально вступил в свои права на владение домом. Всего совершилось 14 обменов.
- На всю операцию было затрачено 0 центов. В разные города Макдональд ездил по служебным обязанностям как торговый агент. А вещи на обмен просто возил с собой.
- Кайл Макдональд в своей жизни посетил более 40 стран, из континентов не побывав только в Антарктиде. Кайл родился 3 октября 1979 года в канадской деревушке Белкарра[англ.], окончил университет Британской Колумбии со степенью бакалавра по географии. В Сиднее Макдональд развозил пиццу, в Западной Австралии пас овец, в Таиланде работал рекламной моделью, изображая итальянского футболиста, в Эквадоре разносил почту.
- Кайл известен своими нетривиальными проектами: развёз по всей Австралии на скутере около 1000 пицц, однажды сам посадил 100 000 деревьев, разослал несколько сотен почтовых открыток на Галапагосские острова и «съел всего одного скорпиона».
- Дом на Мэйн-стрит, 503, доставшийся Кайлу, построен в 1920-х годах, но находится в отличном состоянии. Его площадь составляет 1100 квадратных футов (около 102 м²).
- Первой участнице цепи обменов Корине Хайт предлагали поменять скрепку на 500 долларов, а также на два MP3-плеера и даже на «Audi TT». Но Корина пожертвовала ценной вещью, вернув её Кайлу[11].